# مارفا
مارفا (به مجاری:  Márfa) یک منطقهٔ مسکونی در مجارستان است که در ناحیه شیکلوش واقع شده‌است.